# Джек Філліпс
Джон Джордж «Джек» Філліпс (англ. John George «Jack» Phillips; 11 квітня 1887 — 15 квітня 1912) — англійський телерадіографіст, був старшим радистом «Титаніка» під  час його єдиного рейсу. Після зіткнення судна з айсбергом до вимкнення живлення безперервно подавав сигнал лиха в радіоефір. Один із загиблих в результаті катастрофи «Титаніка».

## Біографія
Джон Філліпс народився 11 квітня 1887 року в містечку Фарнкомб графства Суррей, Англія, в сім'ї Джорджа Альфреда Філліпса та Анни Сандерс. Мав п'ятеро братів і сестер, з яких лише двоє сестер-близнючок дожили до дорослого віку.
Спочатку навчався у церковній школі, пізніше переведений до приватної школи, яку закінчив у 1902 році. По закінченні навчання влаштувався до поштової контори Годалмінга із планами згодом стати телеграфістом. У березні 1906 року Джек направлений на навчання до школи радіооператорів компанії «Марконі» в Сіфорт Берракс, на північ від Ліверпуля. Після закінчення навчання в серпні того ж року, Філліпс отримав першу посаду радиста — на борту корабля «Тевтонік» компанії «White Star Line».
Протягом наступних двох років він плавав на різних лайнерах, у тому числі «RMS Lusitania» та «RMS Mauretania». Був свідком одного з інцидентів, за якого судно, на якому він працював, зазнало аварії. Згодом Джек Філліпс отримав посаду оператора станції «Марконі» на околиці містечка Кліфден (західний беріг Ірландії, графство Голвей). Там він служив, передаючи і отримуючи повідомлення зі станції в Глейс Бей, Нова Скотія, однак до кінця 1911 року він повернувся в компанію «White Star Line». Філліпс був досвідченим оператором і передавав повідомлення зі швидкістю близько 39 слів за хвилину (при середньому показнику для радистів 18 слів).
Під тиском батьків Джек був змушений вступити в заручини з Кейтлін Бекс, донькою їх друзів, однак вони не мали почуттів одне до одного. Сам Джек був давно закоханий в Беатрис Феллон, своячку одного зі своїх друзів, і вони зустрічалися.
У березні 1912 року Філліпс отримав призначення на «Титанік» і прибув з Англії в ірландський Белфаст, де зустрівся зі своїм майбутнім напарником Гарольдом Брайдом.

### Катастрофа «Титаніка»
Радіостанція величезного лайнера вимагала постійної присутності операторів, тому вони домовилися, що Філліпс чергуватиме з 08:00 до 14:00 і з 20:00 до 02:00. Відповідно, Брайд знаходився на вахті з 14:00 до 20:00 і з 02:00 до 08:00.
Протягом 14 квітня 1912 року радистами судна було прийнято ряд повідомлень про наявність льоду та айсбергів по курсу «Титаніка». Однак радисти, які були зайняті передачею та прийомом приватних телеграм, частину з них проігнорували. Всього за годину до зіткнення радист пароплава «Каліфорніен» Сиріл Еванс спробував повідомити про крижане поле по курсу «Титаніка», однак Джек Філліпс перервав його: «Заткнись! Я працюю, у мене зв'язок з мисом Рейс, а ти заважаєш!».
Після зіткнення судна з айсбергом до моменту вимкнення електроенергії Джек Філліпс та Гарольд Брайд подавали спочатку традиційний сигнал «CQD», пізніше перейшли на сигнал «SOS». Після того, як Філліпс відпустив напарника рятуватися, сам залишився в радіорубці і до останнього намагався викликати допомогу.
Джек Філліпс загинув разом із іншими 1 516 пасажирами та членами екіпажу 15 квітня 1912 року у Північній Атлантиці.